# 조연준
조연준(趙延俊, 1937년 9월 28일 ~ )은 조선민주주의인민공화국의 정치인이다. 조선로동당 중앙정치국 후보위원 겸 중앙조직지도부 제1부부장이다.

## 경력
1937년 태어났다. 김일성종합대학을 졸업한 후 정치경제학 자격을 받았다. 김일성종합대학 상급교원, 함경남도 당 조직비서 등을 거쳐 2012년 1월부터 당 조직지도부 제1부부장으로 있다.
2012년 4월 11일 열린 조선로동당 제4차당대표자회에서 당 중앙정치국 후보위원으로 선출되었다. 2019년 12월 31일 열린 조선노동당 중앙위원회 제7기 제5차 전원회의를 통해 조선로동당 중앙검열위원회 위원장직에서 물러났다.